# GWR 2600
De Great Western Railway (GWR) 2600-klasse of Aberdare-klasse is een klasse 1'C (2-6-0)-stoomlocomotief gebouwd tussen 1900 en 1907. De locomotieven waren een goederenversie van de serie 3300 en 4120, die beide een 1'B (4-4-0)-locomotief waren. Daarom werden de Aberdares aangepast tot 1'C (2-6-0)-locomotieven en werden ze ingezet voor het vervoer van kolentreinen tussen Aberdare en Swindon.

## Nummering
De eerste locomotief werd in 1900 gebouwd als prototype met het nummer 33, en in 1912 werd de serie omgenummerd tot 2600. De later gebouwde locomotieven kregen de nummers 2601 tot en met 2680 en werden gebouwd tussen 1901 en 1907.

## British Railways
British Railways (BR) erfde de locomotieven met de nummers 2612/20/3/43/51/5/6/62/5/7/9/80 in 1948. Op 31 augustus 1948 waren er nog maar vier van deze locomotieven over: nrs. 2620, 2651, 2655, 2667.

## Buitendienststelling

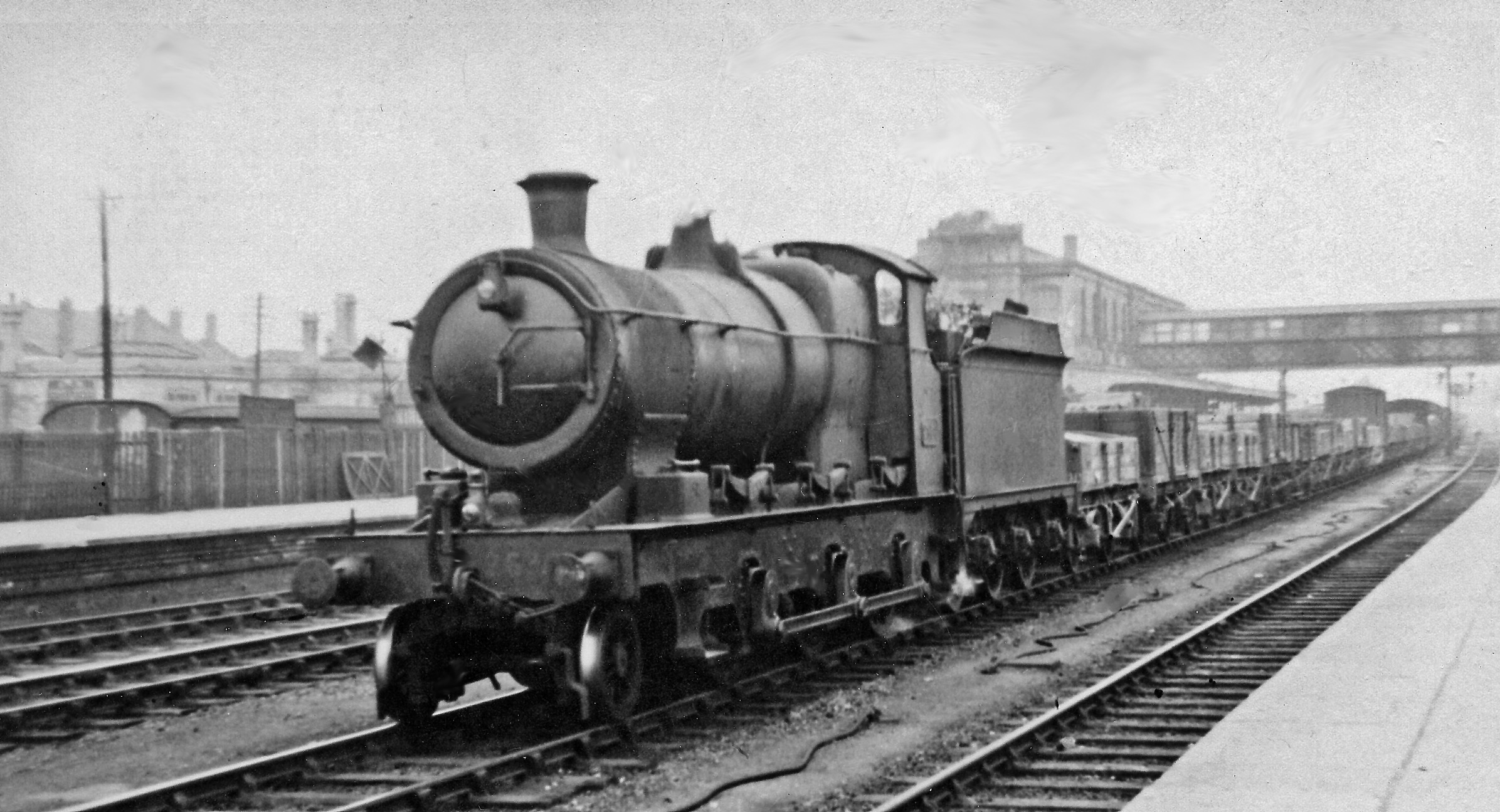
'Aberdare' Nr. 2636 passeert Swindon op 23 april 1946, een paar maanden voor de buitendienststelling

Alle locomotieven werden in 1934 buiten dienst gesteld. Vijf van de Aberdares (nrs. 2640, 2648, 2649, 2652 en 2657) werden in 1939 buiten dienst gesteld. Deze werden niet gesloopt maar opgeslagen als reserve voor de Tweede Wereldoorlog. Deze vijf locomotieven kwamen in januari 1940 weer in dienst. Hun buitendienststelling begon opnieuw in 1944 tot dat het laatste lid, nummer 2667, in oktober 1949 buiten dienst werd gesteld. Geen van de Aberdare-serie locomotieven is bewaard gebleven.